# Synagoga w Nysie
Synagoga w Nysie – nieistniejąca synagoga, która znajdowała się w Nysie przy obecnej ulicy Karola Miarki, za czasów niemieckich zwanej Josephstrasse. Ponadto przy synagodze funkcjonowała kiedyś żydowska szkoła.
Synagoga została zbudowana w 1892 roku. Wcześniejsza synagoga (wzniesiona w roku 1838) mieściła się przy ulicy Tkackiej, zwanej wówczas Weberstraße. Podczas nocy kryształowej z 9 na 10 listopada 1938 roku bojówki hitlerowskie zdewastowały synagogę, lecz jej nie spalono – powodem tego było położenie budowli w bliskiej odległości od ścisłego centrum miasta. Sam budynek został zburzony w roku 1945 (niektóre źródła podają, że nastąpiło to już w roku 1943) podczas walk o miasto. Po zakończeniu II wojny światowej na miejscu, gdzie stała synagoga, wzniesiono budynek przedszkola nr 8.
Obecnie brak jest jakiekolwiek tablicy informującej, że w tym miejscu stała kiedyś synagoga (jak chociażby w Opolu).

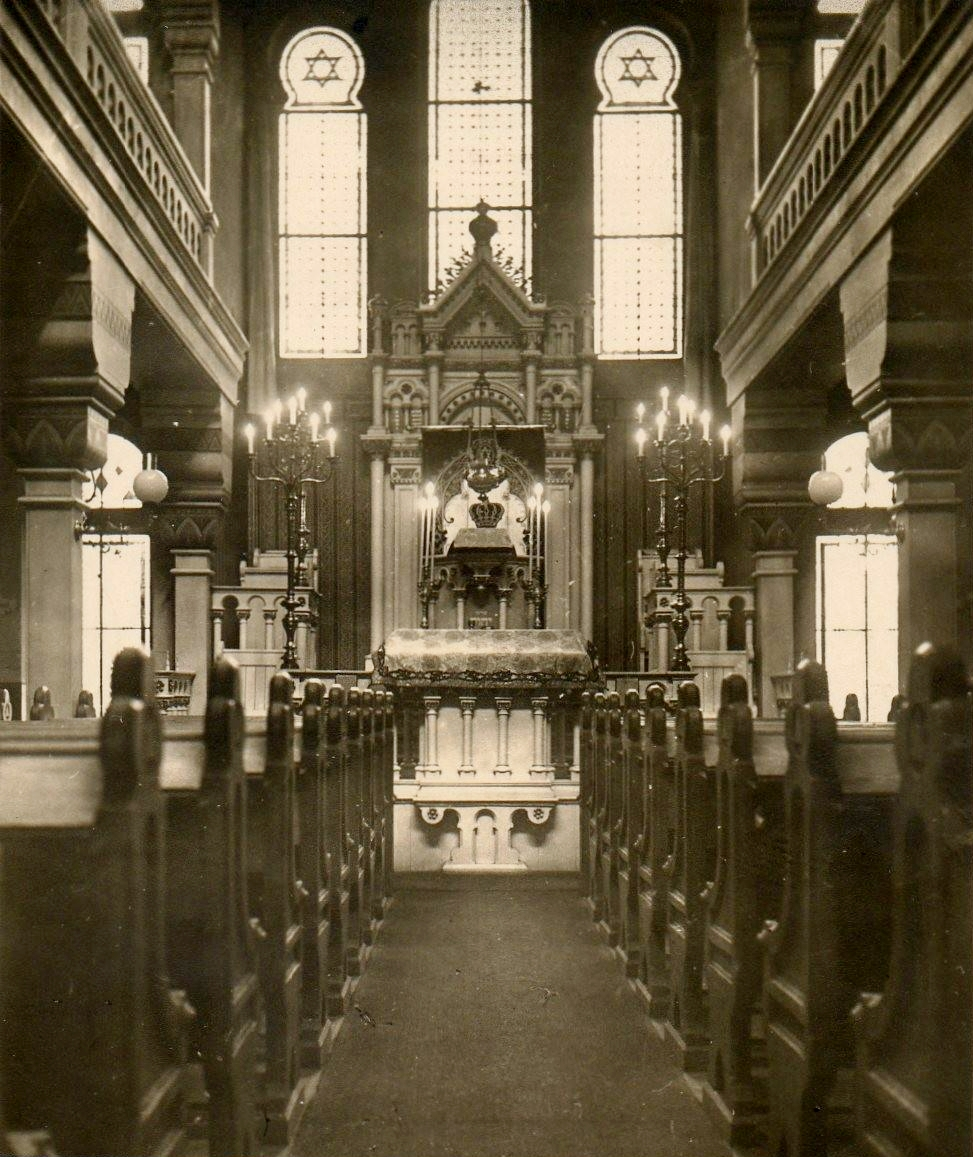
Wnętrze synagogi (nowej) w Nysie przy Josephstraße (obecnie ul. Karola Miarki[1].
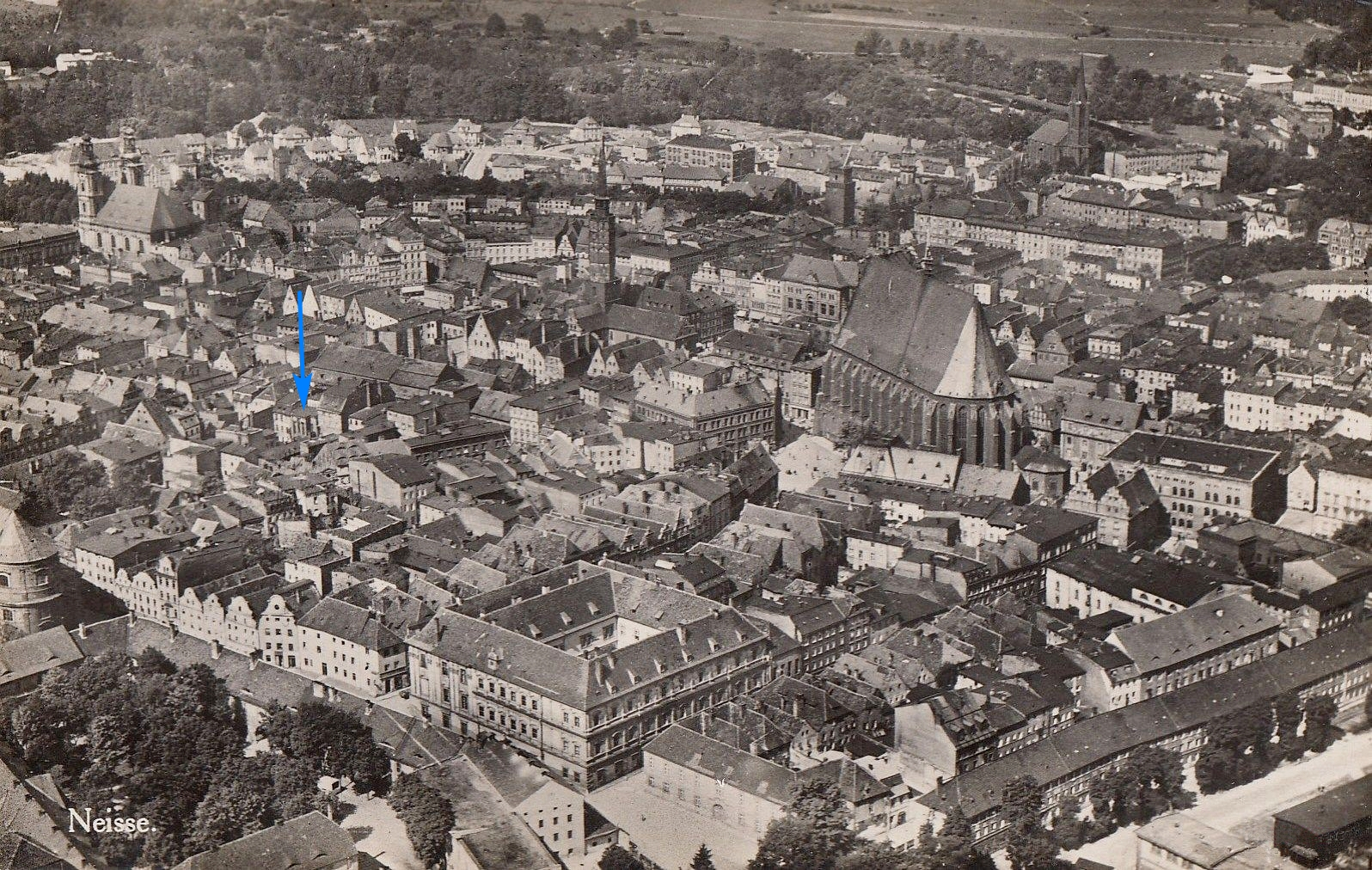
Zdjęcie lotnicze Nysy z zaznaczoną na niebiesko synagogą[1].